# Stenocercus johaberfellneri
Stenocercus johaberfellneri — вид ігуаноподібних ящірок родини Tropiduridae. Ендемік Перу. Описаний у 2015 році.

## Поширення і екологія
Stenocercus johaberfellneri відомі з типової місцевості, розташованої в Перуанських Андах, в провінції Уармей в регіоні Анкаш, на висоті 3200 м над рівнем моря. Вони живуть у високогірних чагарникових заростях.